# لويزا دي غوزمان
لويزا ماريا فرانسيسكا دي غوزمان وساندوفال (بالإسبانية: Luisa Francisca de Guzmán)‏ (13 أكتوبر 1613-27 فبراير 1666)؛ كانت دوقة براغانزا القرينة بزواجها من الدوق جواو الثاني لاحقا أصبحت ملكة البرتغال القرينة منذ أواخر 1640، وأيضا لاحقاً شغلت منصب الوصاية على ابنها البكر أفونسو منذ عام 1656، كذلك هي والدة بيدرو الثاني وملكة إنجلترا كاثرين من براغانزا.
هي الإسبانية الأصل من أسرة شذونة وهي كانت بمثابة وراء الحكم بيت براغانزا للبرتغال بدعم مطالب زوجها من خلال ثورة البرتغالية ضد إسبانيا هابسبورغ من خلال مقولتها الشهيرة:-
| لويزا دي غوزمان | "البرتغالية"(Antes rainha um dia (in some versions uma hora) que duquesa toda a vida) | لويزا دي غوزمان |

| لويزا دي غوزمان | "العربية"(إن كنت ملكة ليوم واحد، خير لي من أكون دوقة طوال حياتي) | لويزا دي غوزمان |

.
وعند وفاة زوجها 1656 شغلت منصب وصاية على ابنها أفونسو السادس الذي كان مختلا عقلياً وحكمت البلاد بيد قوية وكانت السبب في ترتيب الزواج ابنتها كاثرين من الملك الإنجليزي تشارلز الثاني وأيضا قامت بتنظيم الجيش البرتغالي الذي انهار في الحرب الاستعادة، وتوفيت في عام 1656 وخلفها في الوصاية ابنها بيدرو (1668-1683) الذي نفى أخوه إلى إحدى جزر الأزور سبع سنوات واحتكر العرش لنفسه عند وفاته.